# Hernando de Ramírez y Sánchez
Hernando de Ramírez y Sánchez (Arroyo del Puerco, 1580-Ciudad de Panamá, 11 de abril de 1652) fue un religioso católico, trinitario calzado y obispo de Panamá.

## Biografía
Hernando de Ramírez y Sánchez nació en Arroyo del Puerco (Cáceres - España). Ingresó al convento de los trinitarios calzados de Madrid. El provincial Diego de Guzmán le envió a Toledo para que hiciera su noviciado. Tomó el hábito el 21 de marzo de 1601. Le destinaron a la enseñanza. Fue vicario del Santuario de Nuestra Señora de las Virtudes de Salamanca. Fue ministro de las comunidades trinitarias de Fuensanta, Alcalá de Henares, Talavera de la Reina, Toledo, Salamanca, y Cuenca. En el capítulo provincial de 1633 fue elegido ministro provincial de Castilla.
El ministro general de los trinitarios Louis Petit le nombró visitador de los conventos de los reinos de Aragón, Cataluña, Valencia y Mallorca. Desempeñó el cargo de procurador de la Orden ante el rey Felipe IV de España. Este mismo monarca lo propuso para obispo de Panamá.
El 1 de junio de 1641, el papa Urbano VIII lo nombró Obispo de Panamá. El 9 de febrero de 1642 fue consagrado obispo por Diego Castejón Fonseca, obispo emérito de Lugo. Fueron coo-consagrantes Miguel Avellán, obispo auxiliar de Toledo y Timoteo Pérez Vargas, arzobispo emérito de Ispahan. Se desempeñó como obispo de Panamá hasta su muerte el 11 de abril de 1652.